# 井長英嗣
井長 英嗣（いちょう ひでつぐ）は日本のテレビ番組ディレクター
スマステの番組終了をツイッターにて予告したテレ朝の番組ディレクター。

## 担当番組

### 現在の担当番組
- 池上彰のニュースそうだったのか!!

### 過去の担当番組
- 中居正広の怪しい噂の集まる図書館
- お坊さんバラエティ ぶっちゃけ寺
- 中居正広のミになる図書館
- SMAP☆がんばりますっ!!
- SmaSTATION!!
- ボロキャス
- 関根&優香の笑うシリーズ
- 夏目と右腕
- やりすぎ!ピンポン代行社
- Chou Chou
- 中居正広のニュースな会→中居正広のキャスターな会→中居正広の土曜日な会

| スタブアイコン | サブスタブ | この項目は、まだ閲覧者の調べものの参照としては役立たない、人物に関連した書きかけの項目です。この項目を加筆・訂正などしてくださる協力者を求めています（P:人物伝/PJ:人物伝）。 |